# 平乡文庙
平乡文庙，位于中国河北省邢台市平乡县平乡镇学前铺，是平乡县的文庙。平乡文庙大成殿于1993年7月15日公布为河北省文物保护单位，2006年5月25日公布为第六批全国重点文物保护单位。

## 历史
平乡文庙始建于北宋宋真宗大中祥符年间（1008年－1016年），其主体建筑为大成殿。大成殿自始建以来，先后在宋徽宗大观元年、明朝洪武七年、永乐三年、正统六年、正德十五年、隆庆九年、清朝乾隆十六年先后七次重修改建，是平乡县学的所在地。
抗日战争时期，日军飞机轰炸平乡县城，炸毁大成殿顶部的西北角。1960年代初，将大成殿的木质屏风改为砖墙，充当粮库使用30多年，直到1993年平乡县人民政府出面协调，将粮库迁出大成殿。大成殿年久失修，部分木结构糟朽，殿顶的琉璃瓦及四檐斗拱严重残毁，但整体保存依然较为完整。1993年，河北省人民政府将平乡文庙大成殿公布为河北省文物保护单位。

## 建筑
《平乡县志》学宫图记载，文庙的建筑分成东、西两路，大成殿位于西路中轴线的中心，东路是附属建筑。如今文庙其他建筑已毁，仅存大成殿。
文庙西路建筑包括四套院落以及门前广场。整个西路建筑用围墙封闭起来，南北相通：
- 棂星门：位于文庙的最南端，是第一道门，该门正前方是“万仞宫墙”，东侧是官厅，西侧是神厨。由东、西便门可到达门前广场。
- 戟门：棂星门以北为第一套院落，北侧是戟门，即文庙的第二道门。戟门两侧开便门。
  - 考室、乡贤：第一套院落内，东侧为考室，西侧为乡贤。
- 大成殿：戟门以北为第二套院落，大成殿位于该套院落的中轴线。大成殿建筑面积315平方米，是元代建筑风格，单檐歇山顶，绿琉璃屋面，进深三间（11.27米），面阔五间（25.8米），殿高12米，四椽伏对乳伏用四柱，平板枋上有重昂五铺作斗拱。大成殿东侧是东庑，西侧是西庑。大成殿左右两侧开便门，通往第三套院落。
- 明伦堂：位于第三套院落的中轴线上，东侧为存心斋，西侧为养心斋。
- 尊经阁：明伦堂以北为第四套院落，中轴线上为尊经阁。[2]

文庙东路建筑包括六套院落：
- 忠义祠、文昌三代祠、文昌阁：这三座院落并排处在东路建筑南端。
- 崇圣祠：位于南端上述三套院落以北。
- 教谕宅、训导宅：位于崇圣祠以北，占地面积较大。[2]

## 大观圣作之碑
平乡文庙内，原来立有大观圣作之碑，刻立于北宋大观二年（1108年）。2002年，平乡县文物管理所在平乡县平乡镇粮站（即平乡文庙所在地）发掘出土了这块“大观圣作之碑”。此碑是河北省内继赵县的大观圣作之碑之后发现的第二块大观圣作之碑。该碑现存平乡县丰州镇平安公园内。2008年，河北省人民政府将其公布为河北省文物保护单位。